# Topologie étale
Une topologie étale est l'exemple le plus important d'une topologie de Grothendieck sur les schémas. Généralisant la topologie euclidienne, elle est définie en caractéristique positive et permet d'introduire une théorie cohomologique sur ces objets : la cohomologie étale. 
Une catégorie munie d'une telle topologie forme alors un site appelé site étale, et il existe une théorie des faisceaux étales, qui donne le premier exemplaire historique d'un topos : le topos étale.

## Définition
Soit {\displaystyle X} un schéma, on appelle topologie étale la catégorie {\displaystyle {\text{Ét}}(X)} dont :
- les objets sont des morphismes étales (en) d'un schéma {\displaystyle U} dans {\displaystyle X} ;
- les morphismes sont les morphismes de {\displaystyle X}-schémas.

Il ne s'agit pas d'une petite catégorie : ses objets ne forment pas un ensemble. L'intersection de deux objets correspond à leur produit fibré. Pour les recouvrements, on considère les familles finies 
{\displaystyle \left\{f_{i}:U_{i}\to U\,\left|\,U=\bigcup _{i}f_{i}(U_{i})\right.\right\}}
Les anneaux locaux des points géométriques de la topologie étale sont exactement les anneaux henséliens.